# Саитов, Ильдар Ширкатович
Ильда́р Ширка́тович Саи́тов (баш. Илдар Ширҡәт улы Сәйетов; 25 января 1957, Бакалы, Башкирская АССР – 14 октября 2020) — российский актёр, артист Башкирского академического театра драмы имени М. Гафури, народный артист Республики Башкортостан (2002). Заслуженный артист Российской Федерации (2008).

## Биография
Саитов Ильдар Ширкатович родился 25 января 1957 года в селе Бакалы Бакалинского района Башкирской АССР.
После окончания школы в Бакалах работал на местном кирпичном заводе, был призван в армию.
В 1983 году окончил Уфимский государственный институт искусств (факультет театрального искусства, педагоги — Исрафилов Р. В., Мельниченко П. Р.).
Работал в Башкирском академическом театре драмы имени М. Гафури.
Работал на Башкирском телевидении на 2-м канале — передачи «На книжной полке», «Сатира и юмор». Снимался в телефильмах «Нас было трое», «Кинья».

## Роли в спектаклях
Адвокат Нагело («Женщина, которая не умеет плакать» — Филиппо Э. де); Андрей («Три сестры» — Чехов А. П.); Буштец («Рядовые» — Дударев А.); Великатов («Таланты и поклонники» — Островский А. Н.); Вильдан («Бабинур, ах, Бабинур!» — Буляков Ф.); граф Федерико («Собака на сене» — Вега Л. де); капитан Казарян («Помилование» — Карим М.); Кудашев («Последний патриарх» — Абдулин А.); Кудашев («Тринадцатый председатель» — Абдуллин А.); Кудимов («Старший сын» — Вампилов А. В.); Тимербай («Эх, друг мой Байтимер» — Киньябаев Р.); Тулпар («Вознесись, мой Тулпар!» — Буляков Ф. М.); Ялсыгул («В ночь лунного затмения» — Карим М.).

## Роли в кино
- Омар — фильм «Медведь» (2005)
- Полковник Безухов — фильм «День хомячка» (2003)

## Награды и премии
- Заслуженный артист Российской Федерации (2008)
- Народный артист Башкортостана (2002)
- Заслуженный артист Башкортостана
- Орден Дружбы народов (Башкортостан) (2019)[1]
- Гран-при на Международном Фестивале тюркоязычных театров «Туганлык» за постановку спектакля «Гнездо кукушки»
- Премия имени А. Мубарякова (1995)
- Премия «Туганлык» (Уфа) (1996)